# Morbello
Morbello (piemontiul: Morbé vagy Mirbé) település Olaszországban, Piemont régióban, Alessandria megyében. Lakosainak száma 381 fő (2023. január 1.).